# Amadou & Mariam
Amadou & Mariam je hudební duo z Mali. Tvoří ho zpěvačka Mariam Doumbia (* 15. dubna 1958) a Amadou Bagayoko (24. října 1954 − 4. dubna 2025). Jsou známí také jako „slepý pár z Mali“.
Poprvé se potkali v ústavu pro nevidomé, kde zjistili, že se oba zajímají o hudbu a mají stejný hudební vkus. Jejich první společné nahrávky vznikaly v 80. letech 20. století. Byl to pouze zpěv a jednoduché kytarové aranže. Svůj pozdější typický zvuk našli až na začátku 90. let. Jsou výrazní svou originální směsi typického malijského zvuku s rockovými kytarami, syrskými houslemi, kubánskými trumpetami, egyptským ney, kolumbijskými trombony a indickou tablou. Hudba, ve které se objevují všechny tyto nástroje, bývá někdy označována jako afro-blues.
Mezi lety 1974–1980 hrál Amadou ještě navíc s kapelou Les Ambassadeurs du Hotel. V roce 1980 se Amadou a Mariam vzali a začali vystupovat společně. Amadou pak stále ještě pokračoval ve své sólové hudební dráze a navíc ještě vedl hudební program v ústavu pro nevidomé v Bamaku.
Do roku 1985 se pár proslavil hraním tzv. malijského blues. V tomto roce také podnikli úspěšné turné po Burkině Faso. O rok později se pár přestěhoval do Pobřeží slonoviny. Tam společně nahráli několik demo kazet, které vedly až k nahrávání jejich prvního alba Sou Ni Tile in Paris, které se ve Francii stalo hitem. Pár postupně začínal hrát na festivalech po celém světě.
V roce 2003 se spojili s hvězdou world music Manu Chaem, který produkoval jejich album Dimache à Bamako (Neděle v Bamaku), na kterém si také zazpíval.
Duo přestalo existovat po smrti Amadou Bagayoko dne 4. dubna 2025 po nemoci.

## Diskografie
- Se Te Djon Ye (1999)
- Sou Ni Tile (1999)
- Tjé Ni Mousso (2000)
- Wati (2003)
- Dimanche à Bamako (2005)
- Je pense à toi: Best of (2005)
- Zeit, Dass Sich Was Dreht (s Herbertem Grönemeyerem) (2006)
- Welcome To Mali (2008)